# 光化戰鬥
光化戰鬥發生於1930年7月3日，地點則是在中國鄂東一帶，是國民革命軍內部所發生的內戰戰鬥之一。光化戰鬥的交戰雙方，一方為51師范石生部，另一方為馮玉祥部隊之劉汝明師。